# 스타브로폴 변경주

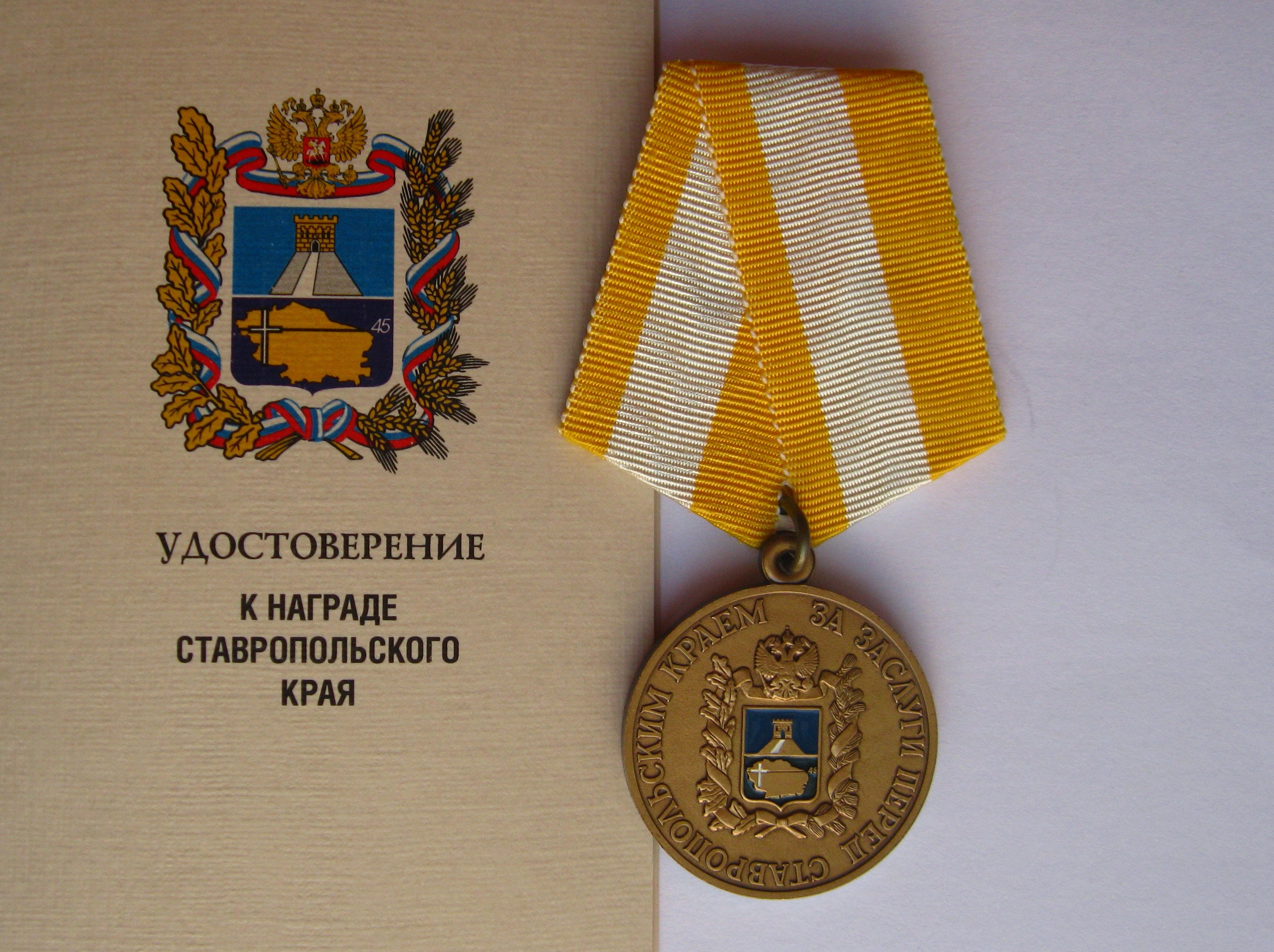
훈장 "스타브로폴 변경주에 대한 봉사장"

스타브로폴 변경주(러시아어: Ставропо́льский край Stavropolʹskiy kray[*], IPA: [stəvrɐˈpolʲskʲɪj kraj]) 또는 스타브로폴리예라고도 알려져 있다(러시아어: Ставропо́лье Stavropolye[*], IPA: [stəvrɐˈpolʲɪ̯ə])는 러시아의 연방주체이다. 지리적으로는 러시아 남부의 북캅카스에 위치하고 있으며, 행정적으로는 북캅카스 연방관구의 일부이다. 스타브로폴 변경주의 인구는 2021년 인구 조사에 따르면 2,907,593명이다.
스타브로폴은 가장 큰 도시이며 변경주의 수도이고 퍄티고르스크는 북캅카스 연방관구의 행정중심이다.

## 지리
스타브로폴 변경주는 서쪽으로 크라스노다르 변경주, 북서쪽으로 로스토프주, 북쪽으로 칼미키야 공화국, 동쪽으로 다게스탄 공화국, 남쪽으로 체첸 공화국, 북오세티야–알라니야 공화국, 카바르디노발카리야 공화국, 카라차예보체르케스카야 공화국과 접하고 있다. 러시아에서 가장 다민족적인 연방주 중 하나로, 각각 2,000명 이상의 민족성이 33개가 있다. 스타브로폴 변경주의 서부 지역은 쿠반 지역의 일부로 간주되며, 쿠반 카자크의 전통적 고향이며, 거의 대부분 인구는 쿠반강의 유역에 거주한다.

### 시간대
모스크바 시간 (MSK/MSD)에 놓여 있다. UTC와의 시차는 +0300 (MSK)이다.

## 행정 구역

### 군
- 알렉산드롭스키 군 (Александровский)
- 안드로폽스키 군 (Андроповский)
- 아파나센콥스키 군 (Апанасенковский)
- 아르즈기르스키 군 (Арзгирский)
- 블라고다르넨스키 군 (Благодарненский)
- 부됴놉스키 군 (Будённовский)
- 게오르기옙스키 군 (Георгиевский)
- 그라촙스키 군 (Грачёвский)
- 이파톱스키 군 (Ипатовский)
- 이조빌넨스키 군 (Изобильненский)
- 키롭스키 군 (Кировский)
- 코추베옙스키 군 (Кочубейский)
- 크라스노그바르데이스키 군 (Красногвардейский)
- 쿠르스키 군 (Курский)
- 레보쿰스키 군 (Левокумский)
- 미네랄로보츠키 군 (Минераловодский)
- 넵테쿰스키 군 (Нефтекумский)
- 노보알렉산드롭스키 군 (Новоалександровский)
- 노보셀리츠키 군 (Новоселицкий)
- 페트롭스키 군 (Петровский)
- 프레드고르니 군 (Предгорный)
- 시파콥스키 군 (Шпаковский)
- 소베츠키 군 (Советский)
- 스텝놉스키 군 (Степновский)
- 트루놉스키 군 (Труновский)
- 투르크멘스키 군 (Туркменский)

### 도시
스타브로폴, 퍄티고르스크, 키슬로보츠크, 미네랄니예보디, 예센투키, 게오르기옙스크.

## 민족
거의 대부분의 주민이 러시아인(81,6 %)이다. 그 외에도 아르메니아인(5,5 %), 우크라이나인 (1,7 %), 그리스인(1,2%), 기타(1,5%)가 거주한다.
| 민족                    | 2002년도의 인구 수 (*보관됨 2012-01-26 - 웨이백 머신) |
| ----------------------- | ----------------------------------------------------- |
| 러시아인                | 2 231,8 (81,6 %)                                      |
| 아르메니아인            | 149,2 (5,5 %)                                         |
| 우크라이나인            | 45,9 (1,7 %)                                          |
| 다르긴인                | 40,2 (1,5 %)                                          |
| 그리스인                | 34,1 (1,2 %)                                          |
| 노가이인                | 20,7                                                  |
| 집시                    | 19,1                                                  |
| 카라차이인              | 15,1                                                  |
| 아제르바이잔인          | 15,1                                                  |
| 투르크멘인 (트루흐멘인) | 13,9                                                  |
| 체첸인                  | 13,2                                                  |
| 타타르인                | 13,0                                                  |
| 벨라루스인              | 11,3                                                  |
| 조지아인                | 8,8                                                   |
| 독일인                  | 8,0                                                   |
| 오세트인                | 7,8                                                   |
| 튀르키예인              | 7,5                                                   |
| 아바르인                | 7,2                                                   |
| 한국인                  | 7,1                                                   |
| 카바르딘인              | 6,6                                                   |
| 레즈긴인                | 6,6                                                   |
| 쿠미크인                | 5,7                                                   |
| 타바사란인              | 5,5                                                   |
| 아바진인                | 3,3                                                   |
| 유대인                  | 2,9                                                   |
| 라크인                  | 2,6                                                   |
| 야지디                  | 2,4                                                   |
| 몰도바인                | 2,1                                                   |
| 체르케스인              | 2,1                                                   |
| 모르드바인              | 1,9                                                   |
| 카자흐인                | 1,8                                                   |
| 인구시인                | 1,8                                                   |
| 아굴인                  | 1,5                                                   |
| 추바시인                | 1,4                                                   |
| 베트남인                | 1,3                                                   |
| 폴란드인                | 1,3                                                   |
| 쿠르드인                | 1,3                                                   |
| 우즈베크인              | 1,2                                                   |
| 우드무르트인            | 1,1                                                   |

## 인구
| 연도                | 인구      | ±%      |
| ------------------- | --------- | ------- |
| 1897                | 873,301   | —       |
| 1926                | 674,559   | −22.8%  |
| 1939                | 1,950,887 | +189.2% |
| 1959                | 1,882,911 | −3.5%   |
| 1970                | 2,305,780 | +22.5%  |
| 1979                | 2,539,219 | +10.1%  |
| 1989                | 2,857,188 | +12.5%  |
| 2002                | 2,735,139 | −4.3%   |
| 2010                | 2,786,281 | +1.9%   |
| 2021                | 2,907,593 | +4.4%   |
| Source: Census data |           |         |

## 출신 인물
- 솔제니친

## 같이 보기
- 미하일 고르바초프